# Фирк, Мишель
Мише́ль Фирк (фр. Michèle Firk, 1937 — 7 сентября 1968) — французская революционерка-интернационалистка, журналистка и кинокритик еврейского происхождения.

## Биография
Её семья бежала из Центральной Европы и в начале 30-х осела в Париже. Там Мишель Фирк стала членом Французской коммунистической партии и начала сотрудничество в журнале кинокритики «Позитив».
В 1962 году приехала в Алжир, где, работая курьером, помогала восстанавливать связи между разгромленными в ходе зачисток ячейками Фронта национального освобождения и через свои контакты с французской кинокритикой пропагандировала киноискусство третьего мира. После победы Кубинской революции, в 1963 году некоторое время находилась на острове. Уехала в Гватемалу в надежде встретиться с Отто Рене Кастильо. Присоединилась к Повстанческим вооружённым силам и участвовала в похищении североамериканского посла.
По официальной версии покончила жизнь самоубийством во время ареста, по неофициальной — умерла в результате зверских пыток в тюрьме политической полиции.